# 1991年の相撲
1991年の相撲（1991ねんのすもう）は、1991年の相撲関係のできごとについて述べる。

## 大相撲

### できごと
- 1月、優勝旗が37年ぶりに新調される。スポーツ功労者文部大臣表彰として二子山理事長、23代木村庄之助が表彰された。三役格行司に木村善之輔が昇格。
- 2月、元前頭14枚目星岩涛引退、年寄陸奥襲名。10日、25代木村庄之助死去、81歳。
- 3月、3月場所で貴花田が18歳7ヶ月で三賞受賞の史上最年少記録。
- 5月、5月場所初日、貴花田が千代の富士を寄り切り、史上最年少の18歳9ヶ月で金星獲得。4日目に優勝31回を数えた横綱千代の富士が引退、年寄陣幕襲名[1]。元関脇、多賀竜引退、年寄勝ノ浦襲名。元関脇太寿山引退、年寄花籠襲名。デビッド・ジョーンズがパン・アメリカン航空賞贈呈役を引退。
- 6月、12日に力士会大運動会が東京ドームで行われた。21日に雲仙普賢谷火山災害に対する義援金を贈った。
- 7月、横綱大乃国引退、年寄大乃国承認。出羽海理事を団長とする小城ノ花、久島海ら4力士はスペイン・マドリードで実技を披露。
- 9月、9月場所から故意に待ったをした力士に制裁金を科すことにした。無気力相撲を取った力士に3日間の出場停止を科すことを決めた。元小結陣岳引退、年寄春日山襲名。
- 10月、ロンドン公演。5日に大相撲一行が出発し15日帰国。
- 11月、二子山理事長が紫綬褒章を受章。デビッド・ジョーンズが勲四等旭日小綬章受章。三役格行司式守錦之助が停年。
- 年6場所すべての幕内優勝者が異なったのは、1972年以来2度目のことだった。

### 本場所
- 一月場所（両国国技館・13日～27日）
幕内最高優勝 : 霧島一博（14勝1敗,初）
十両優勝 : 両国梶之助（12勝3敗）
- 三月場所（大阪府立体育会館・10日～24日）
幕内最高優勝 : 北勝海信芳（13勝2敗,8回目）
十両優勝 : 旭豪山和泰（11勝4敗）
- 五月場所（両国国技館・12日～26日）
幕内最高優勝 : 旭富士正也（14勝1敗,4回目）
十両優勝 : 大翔鳳昌巳（11勝4敗）
- 七月場所（愛知県体育館・7日～21日）
幕内最高優勝 : 琴富士孝也（14勝1敗,初）
十両優勝 : 武蔵丸光洋（11勝4敗）
- 九月場所（両国国技館・8日～22日）
幕内最高優勝 : 琴錦功宗（13勝2敗,初）
十両優勝 : 大善徳夫（12勝3敗）
- 十一月場所（福岡国際センター・10日～24日）
幕内最高優勝 : 小錦八十吉（13勝2敗,2回目）
十両優勝 : 大岳宗正（10勝5敗）
- 年間最優秀力士賞：小錦八十吉（59勝17敗14休）
- 年間最多勝：霧島一博（62勝18敗）

## 誕生
- 4月2日 - 琴勇輝一巖（最高位：関脇、所属：佐渡ヶ嶽部屋、年寄：荒磯）[2]
- 4月17日 - 千代丸一樹（現役力士、所属：九重部屋）[3]
- 5月29日 - 千代ノ皇王代仁（現役力士、所属：九重部屋）[4]
- 7月7日 - 天風健人（現役力士、所属：尾車部屋→押尾川部屋）[5][6]
- 7月10日 - 大翔丸翔伍（現役力士、所属：追手風部屋）[7]
- 7月12日 - 千代嵐慶喜（最高位：十両10枚目、所属：九重部屋）[8]
- 7月20日 - 千代翔馬富士雄（現役力士、所属：九重部屋）[5]
- 7月27日 - 剣翔桃太郎（現役力士、所属：追手風部屋）[9]
- 11月5日 - 正代直也（現役力士、所属：時津風部屋）[10]
- 11月20日 - 琴恵光充憲（最高位：前頭4枚目、所属：佐渡ヶ嶽部屋、年寄：尾車）[11][12]
- 11月29日 - 照ノ富士春雄（第73代横綱、所属：間垣部屋→伊勢ヶ濱部屋、年寄：伊勢ヶ濱）[3][13]
- 12月24日 - 紫雷匠（現役力士、所属：木瀬部屋）[14]

## 死去
- 2月10日 - 25代木村庄之助（元・立行司、所属：中村部屋→二所ノ関部屋、* 1909年【明治42年】）[15]
- 2月11日 - 大熊宗清（最高位：前頭6枚目、所属：熊ヶ谷部屋、* 1920年【大正9年】）[16]
- 2月25日 - 若潮芳雄（最高位：前頭6枚目、所属：陸奥部屋、* 1913年【大正2年】）[17]
- 8月7日 - 時錦恒則（最高位：小結、所属：時津風部屋、* 1931年【昭和6年】）[18]
- 10月27日 - ロッキー羽田（プロレスラー、元幕下26枚目大厳威、1948年【昭和23年】）

## 作品
- 「モーニング」誌で相撲漫画『ああ播磨灘』連載開始。3月に単行本第1巻発売。
- ストリートファイターII - 3月にカプコンが発表したアーケードゲーム。大相撲力士をモデルにしたキャラクターエドモンド本田が初登場した。